# Tabanus punctipleura
Tabanus punctipleura är en tvåvingeart som beskrevs av James Stewart Hine 1920. Tabanus punctipleura ingår i släktet Tabanus och familjen bromsar. Inga underarter finns listade i Catalogue of Life.